# La Guerra dell'Anello
La Guerra dell'Anello è un gioco di strategia di Roberto Di Meglio, Marco Maggi e Francesco Nepitello,  prodotto da Nexus Editrice (Italia) e attualmente pubblicato da Ares Games.

## Componenti
- Un regolamento
- Un libro di regole semplificato (solo nella prima edizione)
- Il tabellone raffigurante una grande mappa della Terra di Mezzo (in due sezioni)
- 16 dadi azione (10 rossi per le forze dell'Ombra, 6 blu per i popoli liberi)
- 5 bianchi dadi di combattimento a sei facce
- 204 figure in plastica che rappresentano eserciti e personaggi della Guerra dell'Anello
- 96 carte evento (divisi in 4 mazzi di 24 carte ciascuno)
- 14 carte personaggio (10 personaggi dei popoli liberi, 3 personaggi Ombra, Gollum)

### Modalità di gioco
La Guerra dell'Anello è un gioco per 2 giocatori che richiede circa 3 ore, anche se ci sono delle regole variante per 3 o 4 giocatori in cui uno o entrambi i lati giocano come una squadra. 
Il gioco riguarda la Guerra dell'Anello a partire dalla formazione della Compagnia a Gran Burrone. Un giocatore controlla i Popoli dell'Ombra e cerca di conquistare la Terra di Mezzo o per corrompere Portatore dell'Anello. L'altro giocatore controlla i Popoli Liberi e cerca di trattenere l'Ombra abbastanza a lungo per muovere la Compagnia nel Monte Fato e distruggere l'Anello. Una vittoria militare dei Popoli Liberi è in teoria possibile, ma improbabile.
La scheda raffigura nord-occidentale della Terra di Mezzo, divisa in territori. Alcune terre formano le nazioni, mentre molti territori sono non reclamati. I Popoli Liberi sono le nazioni di Gondor e Rohan, gli Elfi (Gran Burrone, Lórien, Bosco Atro ed i Porti Grigi), i Nani (gli insediamenti in Erebor, le colline di ferro e le Blue Mountains) e "Il Nord" ( gli uomini di Dale, Carrock, e Bree, e gli hobbit della Contea). Popoli dell'ombra sono Sauron (Mordor, Moria, Angmar e Dol Guldur), Isengard, i Sudroni e gli Esterling.
Ogni giocatore ha due mazzi di carte di eventi che devono essere mescolate e posizionato sul bordo. La Compagnia inizia a Gran Burrone con tutti nove compagni guidati da Gandalf il Grigio. 
Gli eserciti sono distribuiti come descritto nel manuale.
Il giocatore dei Popoli Liberi inizia con i tre anelli degli Elfi sul proprio lato del tabellone. Un marcatore che indica quanto la Compagnia si è spostata dopo l'ultima posizione rivelata e un altro indicatore segnala il livello di corruzione. 
Ogni nazione inizia con un segnalino sulla pista politica con Sauron e Isengard un passo da andare in guerra e Sudroni e Esterling a due passi da guerra. Gondor è a due passi da andare in guerra e il resto sono tre passi. Tutti i Popoli Liberi tranne gli Elfi devono anche essere "attivati", rendendoli consapevoli della minaccia crescente. PEr far ciò occorre una visita da un membro della compagnia o un atto ostile, come ad esempio l'invasione o il ritorno del Re Stregone.
Il giocatore dei Popoli Liberi inizia con quattro dadi azione e il giocatore ombra inizia con sette.
Ogni turno di gioco ha sei fasi.
Fase Evento: In questa fase ogni giocatore pesca due carte, una per ciascuno dei loro mazzi di carte evento.
Fase compagnia: Questa fase si applica ai Popoli Liberi. Se la compagnia è a Minas Morgul o Morannon quindi il giocatore deve dichiararla e muovere la Compagnia nella traccia finale Mordor. In caso contrario, il giocatore può dichiarare dove la Compagnia è, può guarire la Compagnia, può cambiare la guida della compagnia, oppure non fare nulla. 
Se viene dichiarata la posizione il contatore di allontanamento viene azzerato e il giocatore può piazzare il gettone Fellowship in una regione sulla scheda alla distanza percorsa fino ad allora. Se la Compagnia finisce nella roccaforte di un popolo libero non attivato, questo viene attivato.
Se l'utente guarisce la Compagnia, devono essere dichiarate in una città o fortezza e un punto di corruzione viene rimosso.

## Riconoscimenti
- Best of Show LuccaGames 200
- Nominato all'Origins Award 2008
- Nominato all'International Gamers Award 2008